# 명령어 (컴퓨팅)
명령어(命令語, instruction or instructions)는 특정 작업을 수행하기 위한 컴퓨터 프로그램의 구체적이고 명확한 지침이다. 일반적으로 명령어는 셸과 같은 명령 줄 인터페이스를 통해 수행된다.
구체적으로, 명령어라는 용어는 엄격한 컴퓨터 언어에서 쓰인다. 이러한 언어들을 명령어라고 하는데, 그 까닭은 이 언어들 안의 서술이 보통 많은 자연어에서 쓰이는 엄격한 분위기와 비슷한 방식으로 쓰이기 때문이다.
많은 프로그램들은 명령어의 기본 동작을 수정하는 플레그로 알려진 형식화된 변수를 허용한다. 반면 변수는 명령어가 실행하는 것을 서술한다. 자연어와 비교하여: 플레그는 동사이다. 반면 다른 변수는 목적어다.

## 예시
명령 줄 인터프리터에 줄 수 있는 명령어들 몇 가지는 다음과 같다 (유닉스 셸):
- cd /home/pete

이 명령어는 현재의 위치에서 /home/pete 디렉터리로, 디렉터리 트리 사용자 공간을 바꾼다. "cd"는 명령어이고, "/home/pete"는 변수다.
- echo "안녕 친구야"

이 명령어는 안녕 문자열을 표준 출력 스트림에 출력하고 화면에 문자열을 출력한다. "echo"는 명령어이고 ""안녕 친구야""는 변수다.
- ls -l -t -r  /bin
- ls -ltr  /bin

이 명령어들은 둘 다 같다. 디렉터리 /bin 안의 파일을 나열한다. "ls"는 명령어이고 "/bin"은 변수이며 다음과 같은 세 개의 플레그가 있다: "l", "t" 그리고 "r".
- cat ch1.txt ch2.txt

Tch1.txt와 ch2.txt 파일의 내용을 보여준다. "cat"는 명령어이고 "ch1.txt"와 "ch2.txt"는 둘 다 변수이다. (도스에서는 TYPE을 쓴다)
여기에 다른 명령 줄 해석기(마이크로소프트 윈도우와 MS-DOS 명령 프롬프트)에 주어지는 명령어 몇 가지가 있다. 플레그들이 다르게 쓰이지만 개념은 같다:
- DIR /A

현재의 디렉터리의 내용을 나열한다. "DIR"은 명령어이고 "A"는 플레그다. 변수는 없다.
- TYPE /P readme.txt

readme.txt 파일의 내용을 보여 준다. "TYPE"은 명령어이고, "readme.txt"는 변수다. "P"는 매개 변수다.
- [명령어] 명령어 파이프라인 less

페이지 단위로 내용을 보여준다.
more와 유사하다.

## 같이 보기
- 유닉스 명령어 목록
- 도스 명령어 목록